# Исток (град)
Исток (алб. Istog, Istogu, Burimi) је градско насеље и средиште истоимене општине у Србији, који се налази у западном делу Косова и Метохије и припада Пећком управном округу. Према попису из 2024. било је 5.522 становника.
Овде се налази црква Светих апостола Петра и Павла.

## Историја
Од ослобођења од турске вековне окупације 1912. године Исток био је у саставу Краљевине Црне Горе, до уједињења са Краљевином Србијом 1918. године.
Указом Краља од 30. априла 1924. године насеље је добило статус варошице.
Помиње се у Светоарханђелској хрисовуљи цара Душана 1348. године као Исток и суседна села. У градићу и непосредној околини постоје:
1. Манастир Гориоч, метох манастира Дечана.
2. Црква Св. апостола Петра и Павла, саграђена 1929. у част ослободилаца Метохије од петвековног робовања под Турцима. Пред црквом је био подигнут мермерни споменик са уклесаним натписом у знак захвалности и вечног помена изгинулим ратницима и ослободиоцима. У цркви се налазио дуборезни иконостас са иконама и осталим богослужбеним предметима, дар тадашњег српског патријарха Варнаве. За време Другог светског рата Албанци су цркву претвориди у затвор за Србе из Истока и околних села, где су их држали до отпремања у логоре Албаније и Аустрије. Затвореници у цркви били су изложени батинању и без основних хигијенских услова. После ослобођења 1944–1945. тадашње власти су великодушно прешле преко почињених недела у име лажног „братства и јединства“. Године 1999. Албанци су, некажњени за претходне злочине, поновили свој пир над српским живљем, попалили и опљачкали имовину и куће, убили неколико десетина српских домаћина, пошто су их позвали на тобожњи договор у једну од највећих домаћинских кућа, а њихове лешеве бацили у сеоски бунар који су потом забетонирали. Директора српске гимназије у граду везали су за два трактора и вукли улицама док није издахнуо. На крају су све српске породице протерали са огњишта.
3. Остаци треће српске цркве, Св. Ђорђа, налазили су се до 1999. у старом српском гробљу, непосредно уз зграду садашње општине Исток. Цркву је посетио епископ жички, Сава Дечанац, и о њој писао у „Братству" 1848. године. О истој цркви пише и српски историчар и путописац М. С. Милојевић 1872. и саопштава да је на њеном зиду затекао записану фреско-техником читаву повељу. Српски археолози су 1990. године откопали остатке цркве и на северним деловима зида затекли остатке фресака и натписа у доњем појасу сликаног слоја са поменом Воина. Није утврђено да ли је реч о непознатом ратнику или племићу Воину чије име носи брег и долина Војиндо, недалеко од Истока. У цркви су пронађене и надгробне плоче са натписима из XVI века. Тадашњи дом културе општине Исток постарао се да налазиште са црквом среди и савремено презентује као археолошки парк. Недуго затим, Албанци су 1999. цео археолошки парк и остатке цркве разорили. У бечком Државном архиву чува се текст жалбе Срба из Метохије на немачком језику. У тексту из 1878. године стоји да је 9. јуна убијен у Истоку Милутин Букумировић. Серафим Ристић, архимандрит Дечана у свом Плачу Старе Србије пише 1864. године да су арбанашки зликовци отели Србима, Кости Поповићу и Јовану Драговићу, новац, жито, па чак и одела која су имали на себи. Приликом отварања нове зграде дома културе српски историчари и културни радници су на савремени начин изложили мермерни орнаментисани поклопац саркофага из XIV века, пронађен у остацима Студенице Хвостанске. Албанци га нису 1999. избацили нити уништили, али га данас посетиоцима представљају као „илирски културни споменик“.[1]

## Географија
Исток је град близу планине Мокре Горе, на надморској висини од 488 m. Просечна годишња температура у Истоку је 10,7 °C. Најтоплији месец је јули, са просечном температуром од 27 °C. Најхладнији месец је јануар, са просечном температуром од -10 °C. Брзина ветра понекад достиже 120 км/ч.

## Становништво
Према попису из 1961. године град је био већински насељен Србима и Црногорцима, док је 1981. године већинско становништво било албанско. Након рата 1999. већина Срба и Црногораца је напустила Исток.
| Етнички састав према попису из 1961.‍ | Етнички састав према попису из 1961.‍ | Етнички састав према попису из 1961.‍ | Етнички састав према попису из 1961.‍ | Етнички састав према попису из 1961.‍ |
| ------------------------------------ | ------------------------------------ | ------------------------------------ | ------------------------------------ | ------------------------------------ |
|                                      |                                      |                                      |                                      |                                      |
| Албанци                              | Албанци                              |                                      | 1.132                                | 42,6%                                |
| Срби                                 | Срби                                 |                                      | 1.105                                | 41,6%                                |
| Црногорци                            | Црногорци                            |                                      | 174                                  | 6,5%                                 |
| Муслимани                            | Муслимани                            |                                      | 86                                   | 3,2%                                 |
| Укупно: 2.657                        |                                      |                                      |                                      |                                      |

| Етнички састав према попису из 1981.‍ | Етнички састав према попису из 1981.‍ | Етнички састав према попису из 1981.‍ | Етнички састав према попису из 1981.‍ | Етнички састав према попису из 1981.‍ |
| ------------------------------------ | ------------------------------------ | ------------------------------------ | ------------------------------------ | ------------------------------------ |
|                                      |                                      |                                      |                                      |                                      |
| Албанци                              | Албанци                              |                                      | 2.413                                | 53,9%                                |
| Срби                                 | Срби                                 |                                      | 1.312                                | 29,3%                                |
| Роми                                 | Роми                                 |                                      | 377                                  | 8,4%                                 |
| Црногорци                            | Црногорци                            |                                      | 190                                  | 4,2%                                 |
| Муслимани                            | Муслимани                            |                                      | 153                                  | 3,4%                                 |
| Укупно: 4.478                        |                                      |                                      |                                      |                                      |

| Етнички састав према попису из 2011.‍ | Етнички састав према попису из 2011.‍ | Етнички састав према попису из 2011.‍ | Етнички састав према попису из 2011.‍ | Етнички састав према попису из 2011.‍ |
| ------------------------------------ | ------------------------------------ | ------------------------------------ | ------------------------------------ | ------------------------------------ |
|                                      |                                      |                                      |                                      |                                      |
| Албанци                              | Албанци                              |                                      | 5.043                                | 98,6%                                |
| Египћани                             | Египћани                             |                                      | 29                                   | 0,6%                                 |
| Роми                                 | Роми                                 |                                      | 14                                   | 0,3%                                 |
| Бошњаци                              | Бошњаци                              |                                      | 13                                   | 0,2%                                 |
| Укупно: 5.115                        |                                      |                                      |                                      |                                      |

Број становника на пописима:
|             | \| Демографија[5] \| Демографија[5] \| Демографија[5] \| \| Година \| Становника \| Становника \| \| -------------- \| -------------- \| -------------- \| \| 1948. \| 2.074 \| \| \| 1953. \| 2.111 \| \| \| 1961. \| 2.657 \| \| \| 1971. \| 3.467 \| \| \| 1981. \| 4.478 \| \| \| 1991. \| 6.384 \| \| |            |
| Демографија | |            |
| Година      | Становника | Становника |
| 1948.       | 2.074 |            |
| 1953.       | 2.111 |            |
| 1961.       | 2.657 |            |
| 1971.       | 3.467 |            |
| 1981.       | 4.478 |            |
| 1991.       | 6.384 |            |

## Познате личности
- Ибрахим Ругова, албански сепаратиста и политичар
- Радош Љушић, српски историчар
- Игор Ђурић, српски књижевник